# Ekkes Frank

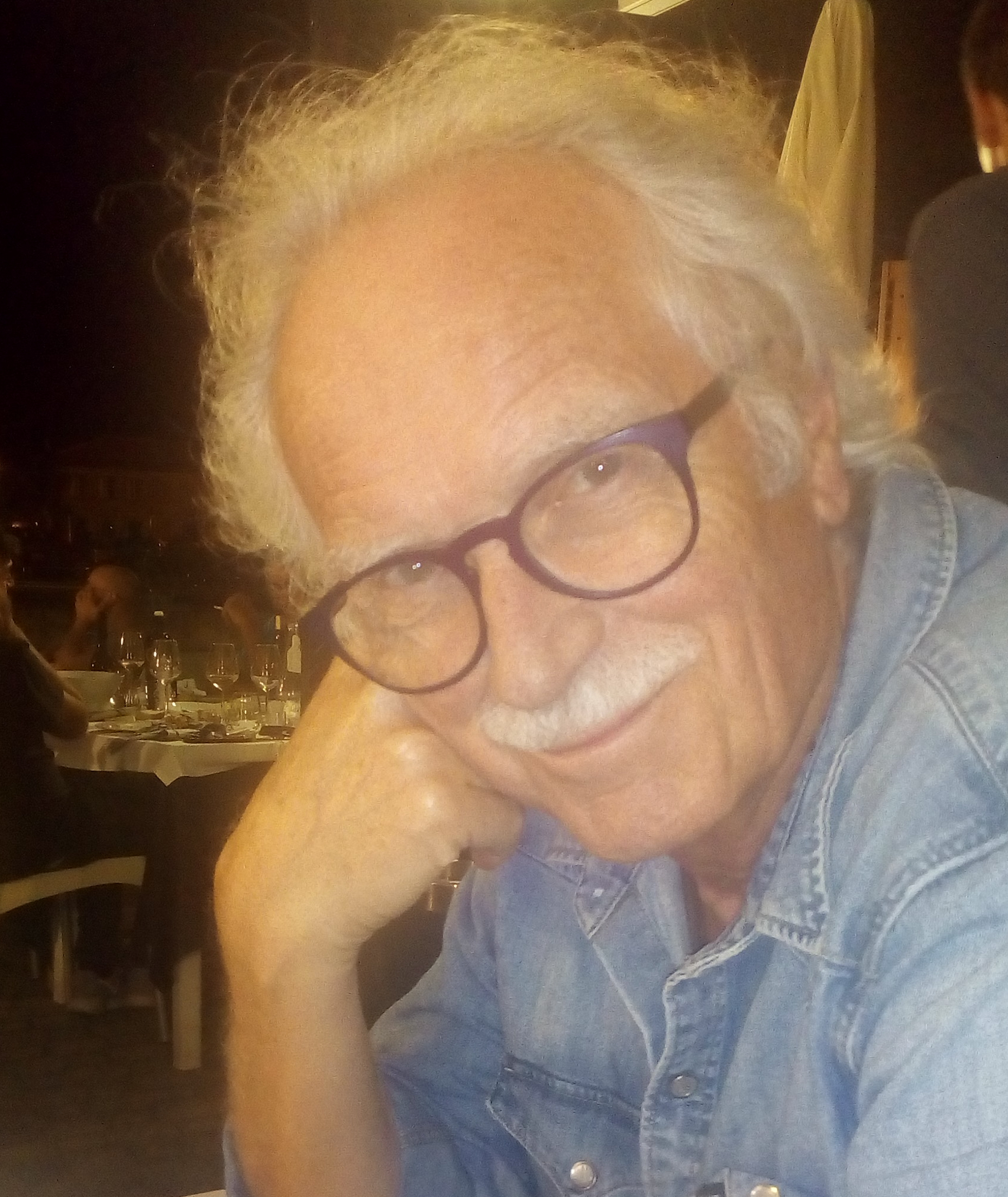
Ekkes Frank

Ekkes Frank (eigentlich Ekkehard-Frieder Frank, * 24. Juli 1939 in Heidelberg) ist ein deutscher Liedermacher, Schriftsteller und Kabarettist.

## Leben
Ekkes Frank studierte nach dem Abitur 1958 an der Universität Heidelberg Philosophie und Kunstgeschichte. 1960 wechselte er in den Studiengang Jura und setzte sein Studium in München fort. Nach Abschluss des Ersten und Zweiten Staatsexamens war er als Anwalt tätig.
Er war Mitbegründer, Autor und Mitspieler des Studentenkabaretts Die Stichlinge, das 1964 gegründet wurde. In der Folge schrieb er zahlreiche Texte für andere Kabaretts, unter anderem für das Kom(m)ödchen in Düsseldorf, Die Zwiebel in München und für das Renitenztheater in Stuttgart.
In den 1970er Jahren war er als Produzent und Drehbuchautor beim SDR-Fernsehen und als Mitarbeiter im Jugendprogramm DISKUSS tätig. Außerdem absolvierte er erste Auftritte als Liedermacher. Bis 1993 gab es etwa 950 Auftritte auf diversen Bühnen und Veranstaltungen sowie im Hörfunk und im Fernsehen. Er schrieb Glossen, Satiren, Kurzhörspiele, Serien und Hörspiele (davon elf Science-Fiction-Hörspiele, drei in Mundart), unter anderem für den HR, den WDR, RB, BR, ORB und SR.
1998 startete sein Bühnenprogramm Deutsch zu sein bedarf es wenig …. Der Titelsong der CD zum Bühnenprogramm, die den Titel Alles nette Leute … trägt, kam auf Anhieb auf Platz 4 in der Liederbestenliste des SWR2. Im März desselben Jahres war sie CD des Monats. Im Juni 2006 fand im Horizonttheater in Köln die Premiere seines Bühnenprogramms Ein Alter im Heim statt. Die Lieder aus diesem Programm finden sich auf der CD Lieder zum Lauf der Zeit.
Seit 2003 lebt Ekkes Frank in den Marken in Italien.
Dort schrieb er den 2010 erschienenen Roman Störungen, in dem er die Geschichte zweier Freunde schildert. Er beschreibt ihre Verwicklungen in die 68er-Ereignisse, die Zustände in DDR und BRD und die persönlichen Entwicklungen.

## Werke (Auszug)
Hörspiele
- Das Netz[9]
- Kein Stern zum Bleiben. SDR: 1991.
- Das Diktat der Transhumanen. SDR: 1989.[10]
- Die drei von draußen. SDR: 1988.
- Miteman's message. SDR: 1987.
- Unternehmen Nero. SDR: 1986.[11]
- Fangista, Borosti asa! SDR: 1986.[12]
- Der Mann von der Insel der Künste. SDR: 1985.
- Zeitbombe im Gehirn. SDR: 1985.
- Ad-Am zwo entzieht sich. SDR: 1984.[13]
- Das Glück der Erinnerung. SDR: 1984.

Bücher:
- Ma-r-x und Engels neu getextet und gezeichnet. Querverlag 1971
- Lieder zum Anfassen. Asso-Verlag 1977[14]
- Neue Lieder zum Anfassen. Asso-Verlag 1982
- So ist’s recht! Rowohlt 1989
- du mich auch? Rowohlt 1991
- Störungen. Kulturmaschinen 2010

## Diskografie
- 1974: Lieder zum Anfassen. Verlag pläne
- 1978: Du läßt dich gehn, ach … Verlag pläne
- 1979: Ja, ich war dort. Verlag pläne
- 1981: Als geheilt entsprungen. GAMA-Musiverlags-GmbH
- 1983: Septembermorgen. GAMA-Musiverlags-GmbH
- 1998: Alles nette Leute. Westpark Music
- 2002: Lieder zum Lauf der Zeit. Westpark Music[15]